# Dasypogon grandis
Dasypogon grandis är en tvåvingeart som beskrevs av Macquart 1846. Dasypogon grandis ingår i släktet Dasypogon och familjen rovflugor. Inga underarter finns listade i Catalogue of Life.